# Aglaeactis cupripennis
El colibrí cobrizo (Aglaeactis cupripennis), también llamado colibrí de alas largas, colibrí paramuno (en Colombia), rayito brillante (en Ecuador) o rayo-de-sol brillante (en Perú), es una especie de ave apodiforme de la familia Trochilidae (los colibríes) perteneciente al género Aglaeactis. Es nativo de regiones andinas del noroeste y centro oeste de América del Sur.

## Distribución y hábitat
Se distribuye en altitudes de los Andes por las tres cadenas de Colombia, hacia el sur por ambas pendientes de Ecuador, y Perú, por la pendiente occidental hasta Lima y por la oriental hasta Cuzco.
Esta especie es considerada bastante común y acepta una amplia gama de hábitats alto-andinos: sub-páramo a páramo abierto con árboles y arbustos dispersos, bosque nuboso alto, picos montañosos semiáridos con árboles dispersos, en altitudes entre 2500 y 4300 m. Forrajea desde el nivel más bajo hasta las copas de los árboles. Es un migrante altitudinal en la mayor parte de Colombia, descendiendo estacionalmente a menores elevaciones.

## Descripción
Mide en promedio de 12 a 13 cm de longitud y pesa en torno de 7 g. Posee un pico corto y recto. Los ejemplares machos son de color marrón metálico en su partes superiores, con una corona más oscura en la cabeza e irisaciones de color púrpura y cobrizo hacia la cola. El cuello y pecho con de color pardo rojizo y la cola es de color cobrizo. Las hembras son muy similares en cuanto a su plumaje, aunque no poseen las irisaciones en su parte superior.

## Alimentación
Se alimenta casi exclusivamente de néctar de flores de bromelias terrestres, enredaderas y árboles. Captura algunos pequeños insectos en vuelo.

## Sistemática

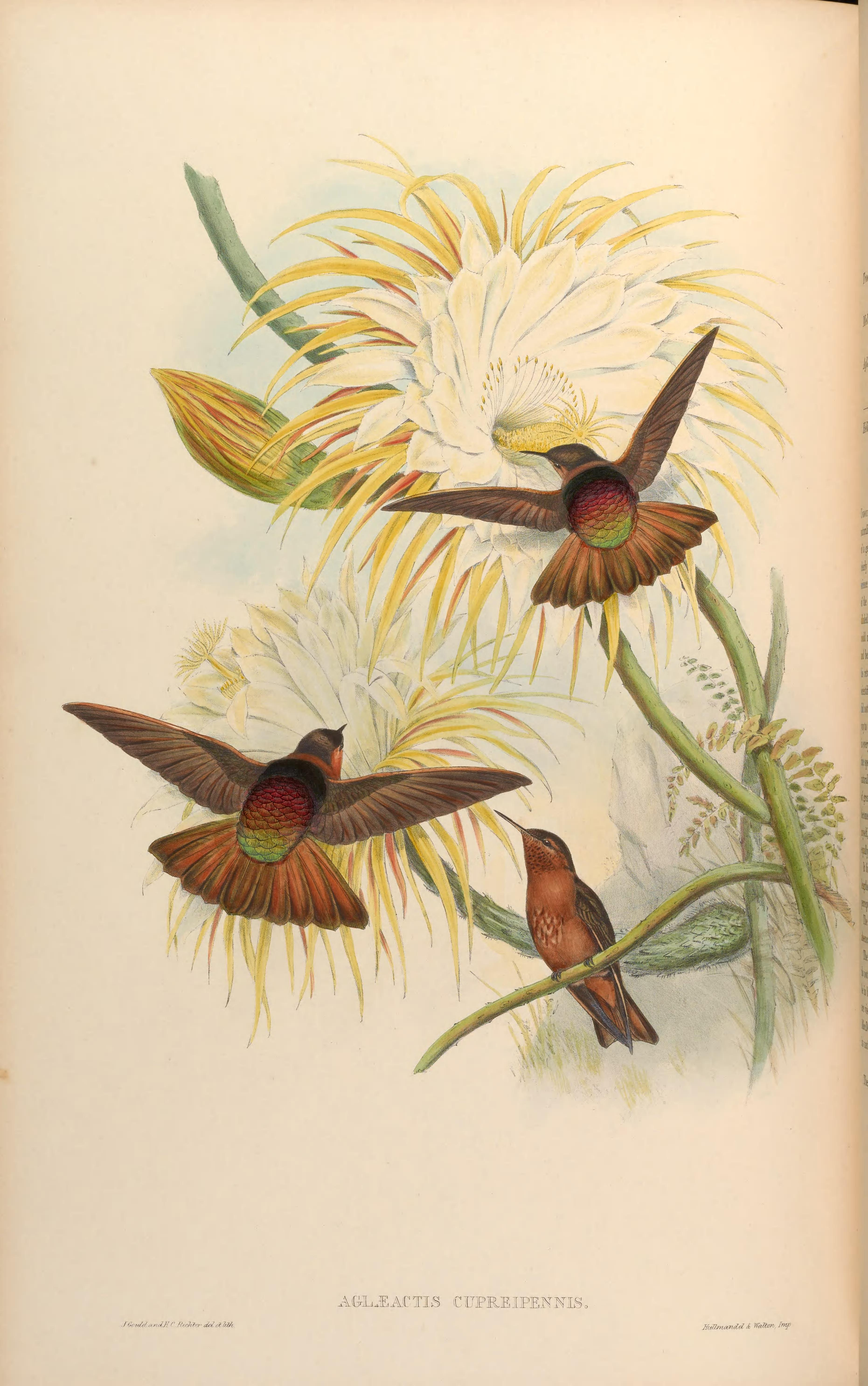
Aglaeactis cupreipennis, ilustración de Gould y Richter en A monograph of the Trochilidae, or family of humming-birds 3, 1861.

### Descripción original
La especie A. cupripennis fue descrita por primera vez por el ornitólogo francés Jules Bourcier en 1843 bajo el nombre científico Trochilus cupripennis; su localidad tipo es: «Colombia».

### Etimología
El nombre genérico femenino «Aglaeactis» es una combinación de las palabras del griego «aglaia» que significa ‘esplendor’, y «aktis» que significa ‘rayo de sol’; y el nombre de la especie «cupripennis», se compone de las palabras del latín «cupreus» que significa ‘cobrizo’, y «pennis» que significa ‘de alas’.

### Taxonomía
Las formas descritas A. aequatorialis Cabanis & Heine Jr., 1860 (del centro y norte de Ecuador), A. parvula Gould, 1861 (del sur de Ecuador, norte de Perú), A. c. cajabambae J.T. Zimmer, 1951 y  A. c. ruficauda Carriker, 1933 (ambas del centro norte de Perú) anteriormente tratadas como subespecies, ahora se considera que las características morfométricas y de plumaje indican que se trata solo de variación clinal y se incluyen en la subespecie nominal.

### Subespecies
Según las clasificaciones del Congreso Ornitológico Internacional (IOC) y Clements Checklist/eBird  se reconocen dos subespecies, con su correspondiente distribución geográfica:
- Aglaeactis cupripennis cupripennis (Bourcier), 1843 – las tres cadenas andinas de Colombia, hacia el sur a través de Ecuador y Perú (hasta La Libertad y hasta el norte de Huánuco por la pendiente oriental).
- Aglaeactis cupripennis caumatonota Gould, 1848 – centro y sur de Perú, desde La Libertad hasta Lima y, por la pendiente oriental desde el sur de Huánuco hasta Cuzco).